# ヒミツの恋バナナ
『ヒミツの恋バナナ』（ヒミツのこいバナナ）は、TBS系列の深夜で放送された特別番組（恋愛バラエティ番組）である。バナナマンの冠番組。

## 出演者

### MC
- バナナマン（設楽統・日村勇紀）

### ゲスト
- 土田晃之
- 工藤阿須加

### 噛み好き女子
- 安藤恵
- 熊田曜子
- ケラ
- 高橋茉莉
- 平尾優美花
- 吉田桂子

### ニオイ好き女子
- 杉原杏璃
- 田中優美
- 原アンナ
- 吉木りさ
- 梨衣名
- 脇田恵子

## ネット局
| 放送対象地域   | 放送局                | 系列    | 放送日時                    | 遅れ日数   |
| -------------- | --------------------- | ------- | --------------------------- | ---------- |
| 関東広域圏     | TBSテレビ（TBS）      | TBS系列 | 2015年1月12日 23:53 - 25:08 | 制作局     |
| 北海道         | 北海道放送（HBC）     | TBS系列 | 2015年1月12日 23:53 - 25:08 | 同時ネット |
| 岩手県         | IBC岩手放送（IBC）    | TBS系列 | 2015年1月12日 23:53 - 25:08 | 同時ネット |
| 宮城県         | 東北放送（TBC）       | TBS系列 | 2015年1月12日 23:53 - 25:08 | 同時ネット |
| 山形県         | テレビユー山形（TUY） | TBS系列 | 2015年1月12日 23:53 - 25:08 | 同時ネット |
| 福島県         | テレビユー福島（TUF） | TBS系列 | 2015年1月12日 23:53 - 25:08 | 同時ネット |
| 長野県         | 信越放送（SBC）       | TBS系列 | 2015年1月12日 23:53 - 25:08 | 同時ネット |
| 静岡県         | 静岡放送（SBS）       | TBS系列 | 2015年1月12日 23:53 - 25:08 | 同時ネット |
| 石川県         | 北陸放送（MRO）       | TBS系列 | 2015年1月12日 23:53 - 25:08 | 同時ネット |
| 鳥取県・島根県 | 山陰放送（BSS）       | TBS系列 | 2015年1月12日 23:53 - 25:08 | 同時ネット |
| 岡山県・香川県 | 山陽放送（RSK）       | TBS系列 | 2015年1月12日 23:53 - 25:08 | 同時ネット |
| 福岡県         | RKB毎日放送（RKB）    | TBS系列 | 2015年4月2日 23:53 - 25:08  | 80日遅れ   |
| 近畿広域圏     | 毎日放送（MBS）       | TBS系列 | 2015年4月16日 25:14 - 26:29 | 94日遅れ   |

## 主なスタッフ
- 制作協力：ケイマックス
- 制作プロデューサー：酒井祐輔
- プロデューサー：工藤浩之、長尾真
- 演出：鎗野貴生
- アシスタントプロデューサー：田村奈津季
- 製作著作：TBS